# Ufotable
Ufotable, Inc. (jap. ユーフォーテーブル有限会社 Yūfōtēburu yūgen-gaisha) – japońskie studio filmowe zajmujące się tworzeniem anime, założone w październiku 2000 roku. Siedziba studia mieści się w Nakano, w prefekturze Tokio.

## Produkcje

### Seriale
- Weiß Kreuz Glühen (2002)
- Mobile Suit Gundam Seed (Sunrise, produkcja trójwymiarowej grafiki komputerowej, 2002)
- Sumeba Miyako no Cosmos-sō Suttoko Taisen Dokkoider (2003)
- Sonic X (TMS Entertainment, produkcja trójwymiarowej grafiki komputerowej, 2003)
- Ninin Ga Shinobuden (2004)
- Futakoi Alternative (2005)
- Coyote Ragtime Show (2006)
- Gakuen Utopia Manabi Straight! (2007)
- Minori Scramble! (2011)
- Fate/Zero (2011)
- Fate/stay night (2014)
- God Eater (2015)
- Tales of Zestiria the X (2016)
- Katsugeki/Tōken ranbu (2017)
- Kimetsu no Yaiba (2019)

#### OVA
- Aoi Umi no Tristia (2004)
- Tales of Symphonia (2007)
- Toriko (2009)

#### Filmy kinowe
- Puste granice: Ogród grzeszników (2007, 2008, 2009)